# Khu du lịch Thiên Sơn – Suối Ngà
Khu du lịch sinh thái Thiên Sơn - Suối Ngà thuộc quản lý của CHI NHÁNH CÔNG TY CỔ PHẦN TẬP ĐOÀN XÂY DỰNG VÀ DU LỊCH BÌNH MINH - DU LỊCH SINH THÁI THIÊN SƠN - SUỐI NGÀ, một kì quan thiên nhiên tuyệt đẹp kết hợp giữa núi, khe và thác nước, cách Hà Nội 60 km về hướng Tây, từ Thị xã Sơn Tây tới cổng Vườn quốc gia Ba Vì rẽ trái đi tiếp 3 km. Địa điểm du lịch này gồm ba khu: Hạ Sơn ở chân núi, Trung Sơn ở lưng chừng núi (cách Hạ Sơn 1.5 km đường leo dốc), Ngọa Sơn ở đỉnh núi (cách Trung Sơn 700 m ngược suối).
Từ Trung Sơn cứ ngược theo dòng nước khoảng 700 m, lên những con thác là tới Ngọa Sơn, đường rất khó đi. Đỉnh Ngọa Sơn là khu đất bằng phẳng có một hồ nước, có thể ngồi đây câu cá. Từ trên đỉnh Ngọa Sơn, đưa tầm mắt ra xa, ta thấy được đầy đủ cảnh hùng vĩ của ngọn Ba Vì huyền thoại. Đây cũng là nơi có ngọn thác nổi tiếng, thác Cổng Trời giống như một giải lụa bạc vắt từ đỉnh núi xuống. Nếu đứng từ chân thác, ta sẽ có cảm giác nếu theo những bậc thác này lên cao, sẽ chạm được đến đỉnh của bầu trời xanh ngắt.
Các cơ quan, trường học, tốp du lịch thuộc Hà Nội có thể tổ chức tham quan du lịch ở Thiên Sơn - Suối Ngà trong thời gian 1 ngày bằng ô tô hay xe máy. Khách cũng có thể nghỉ đêm tại Trung Sơn.

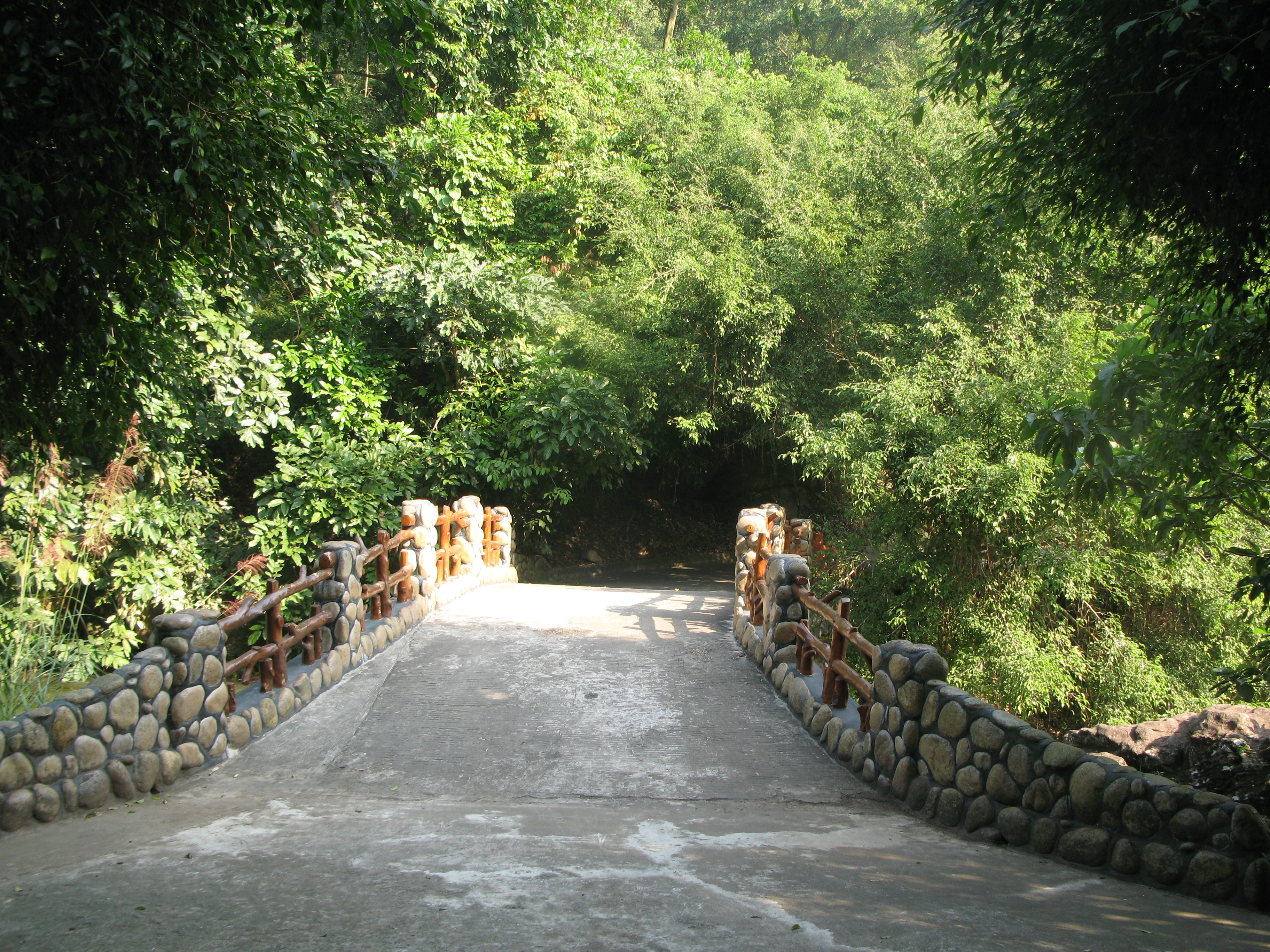
1. Cầu Vồng bắc qua suối, lối vào khu Hạ Sơn
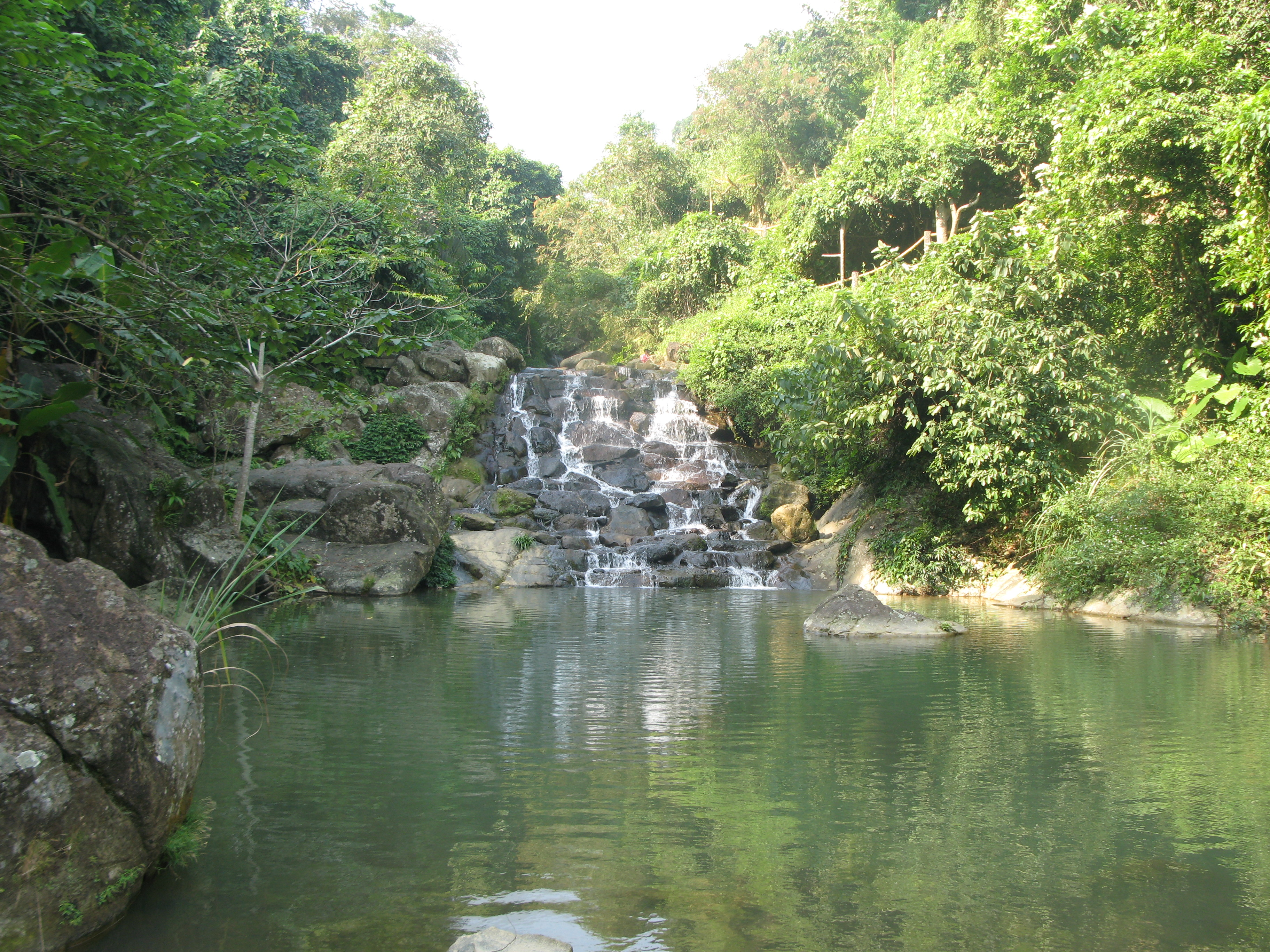
2. Thác Tam Cấp thuộc Khu Hạ Sơn
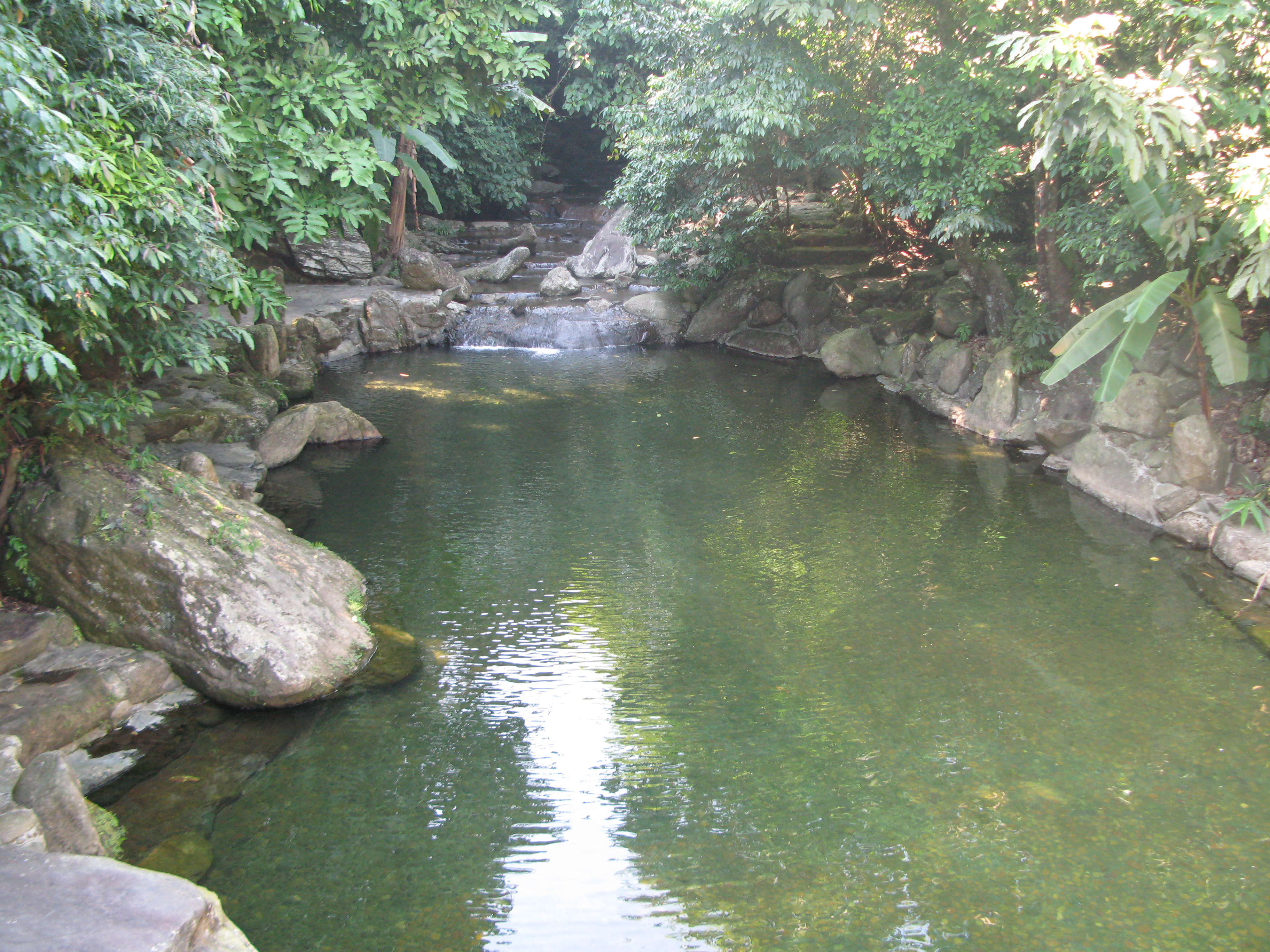
3. Suối Ngà ở Trung Sơn
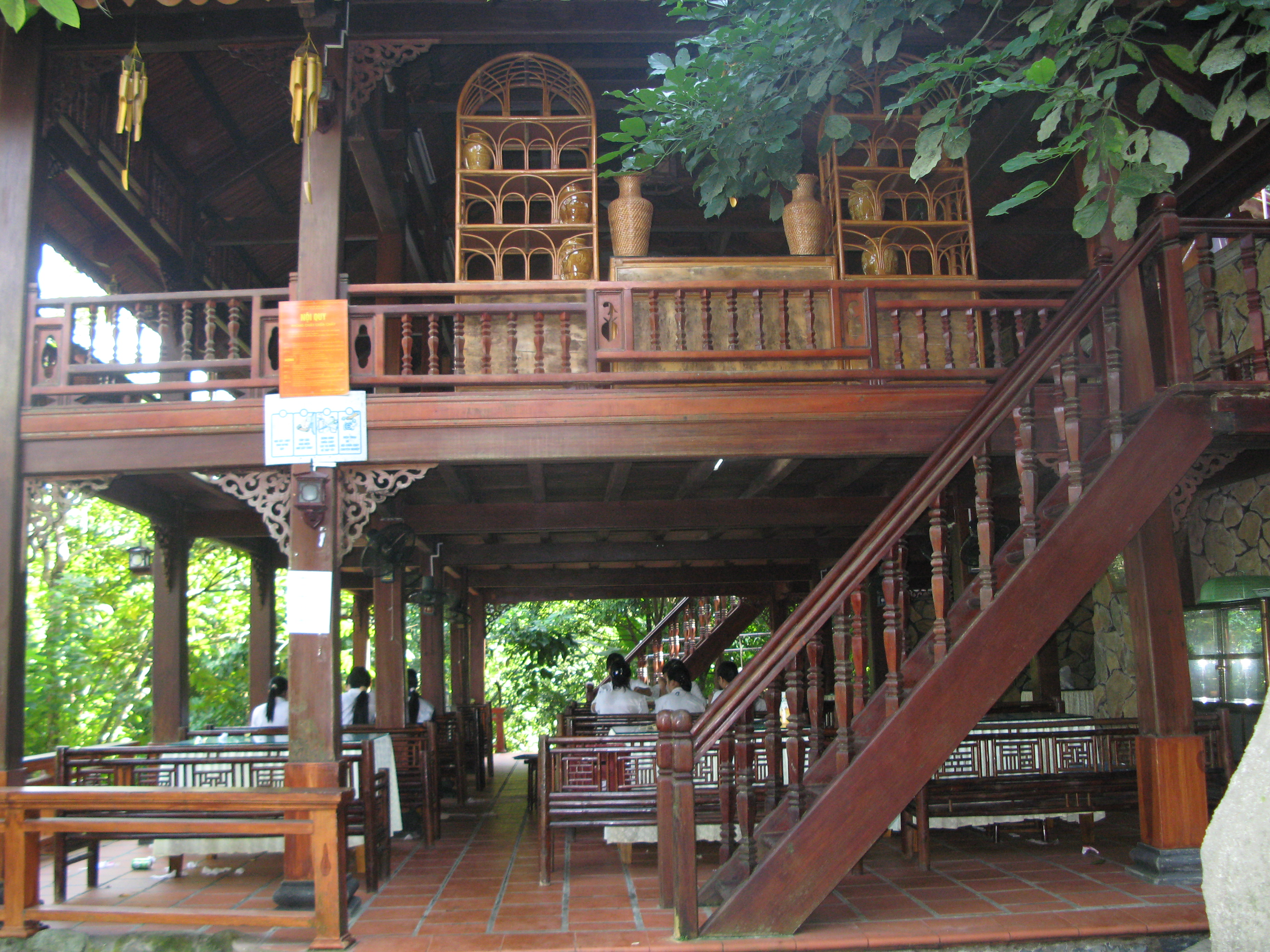
4. Nhà sàn ở Khu Trung Sơn - nơi ăn trưa
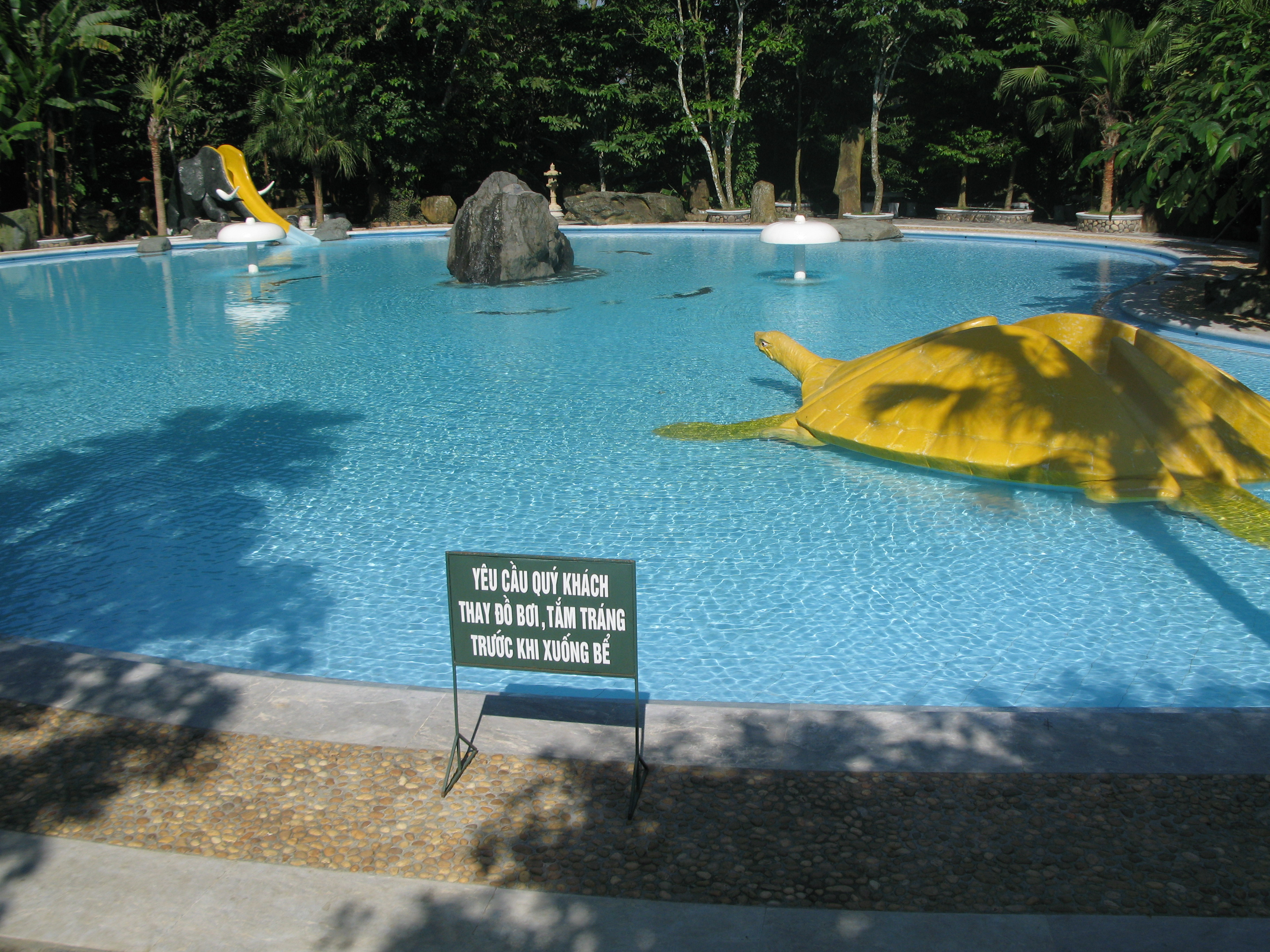
5. Bể bơi tại trung tâm Khu Trung Sơn
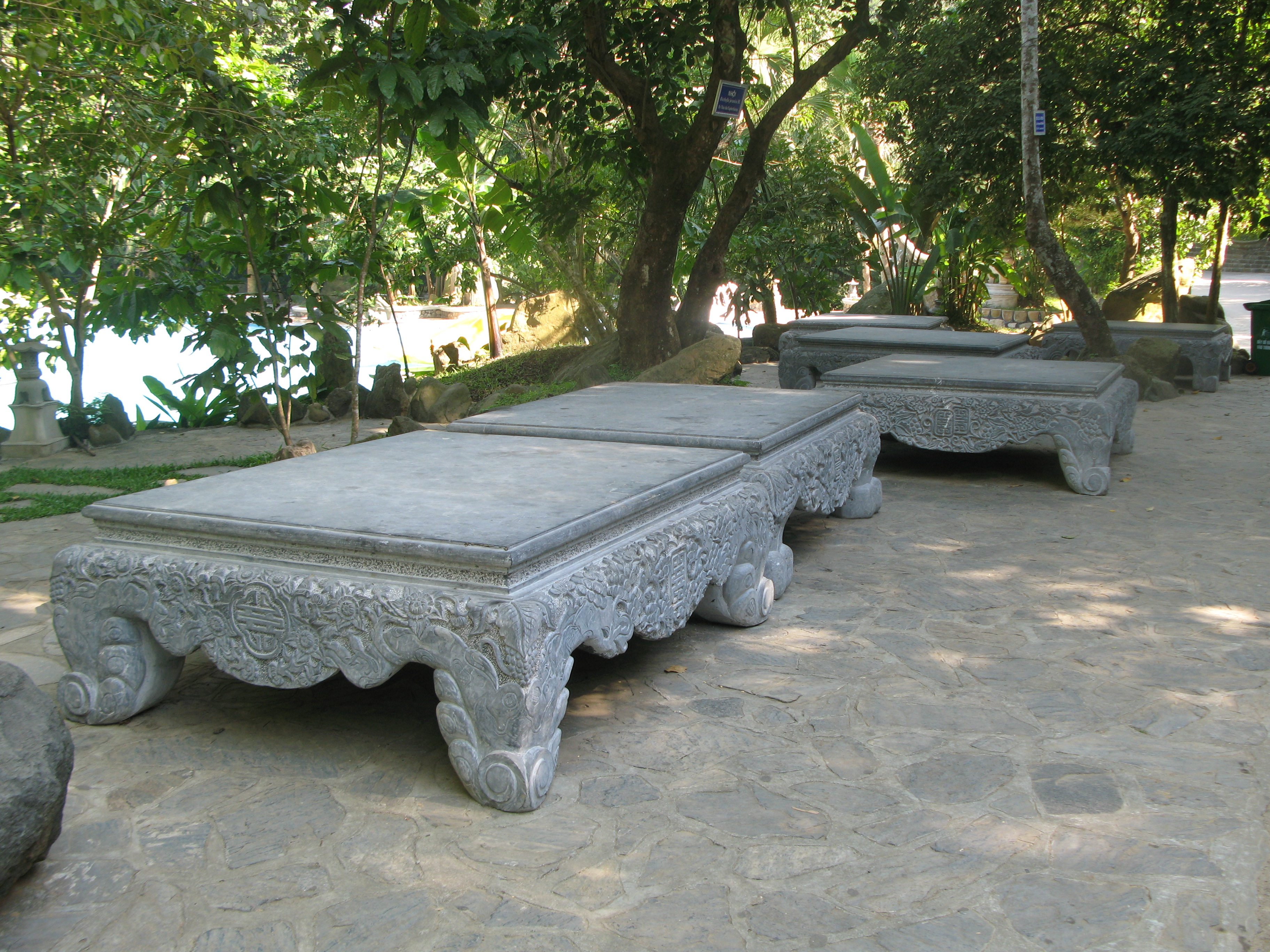
6. Giường bằng đá xanh nguyên khối tại khu Trung Sơn
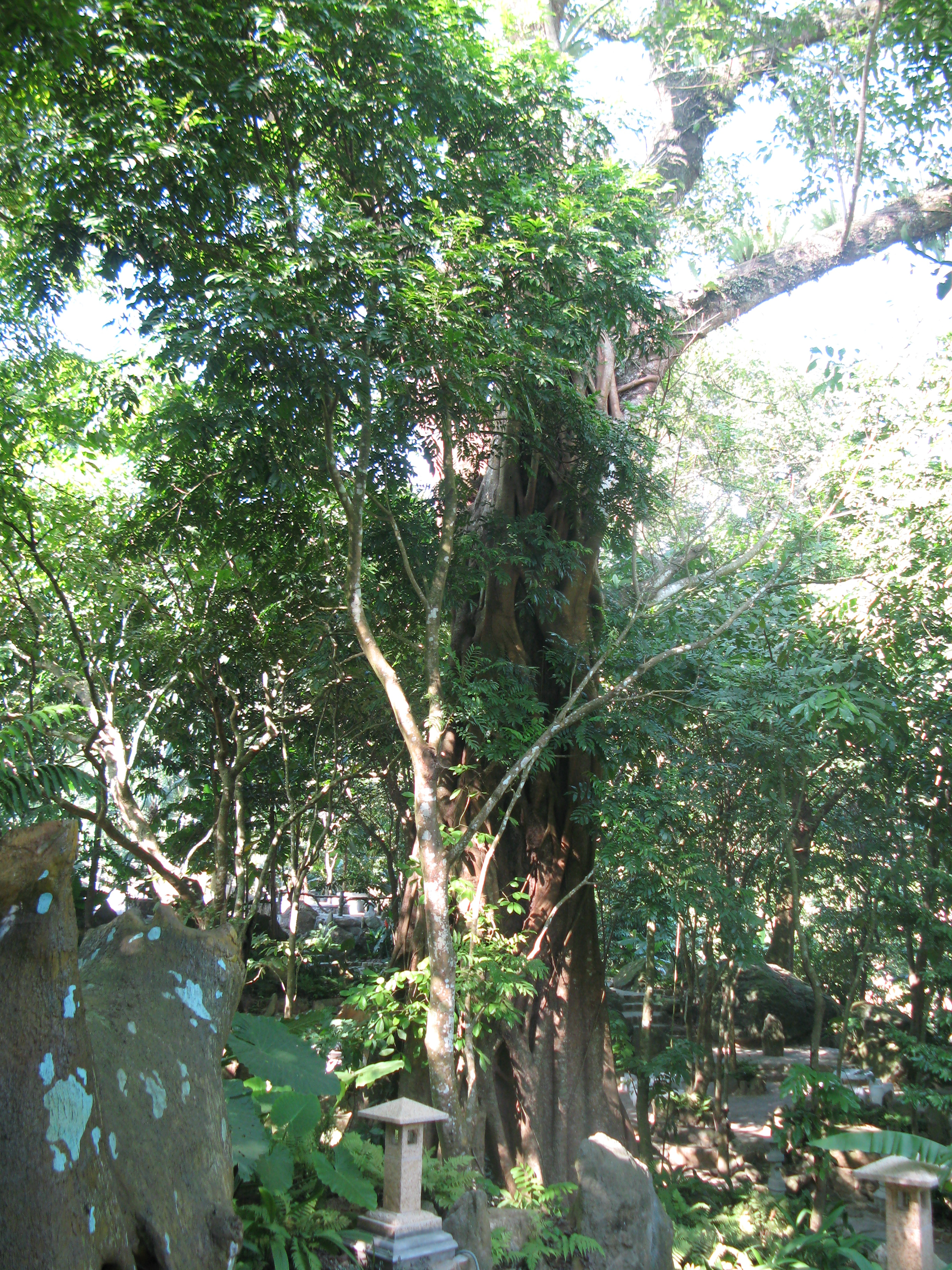
7. Cây cổ thụ thuộc khu Trung Sơn
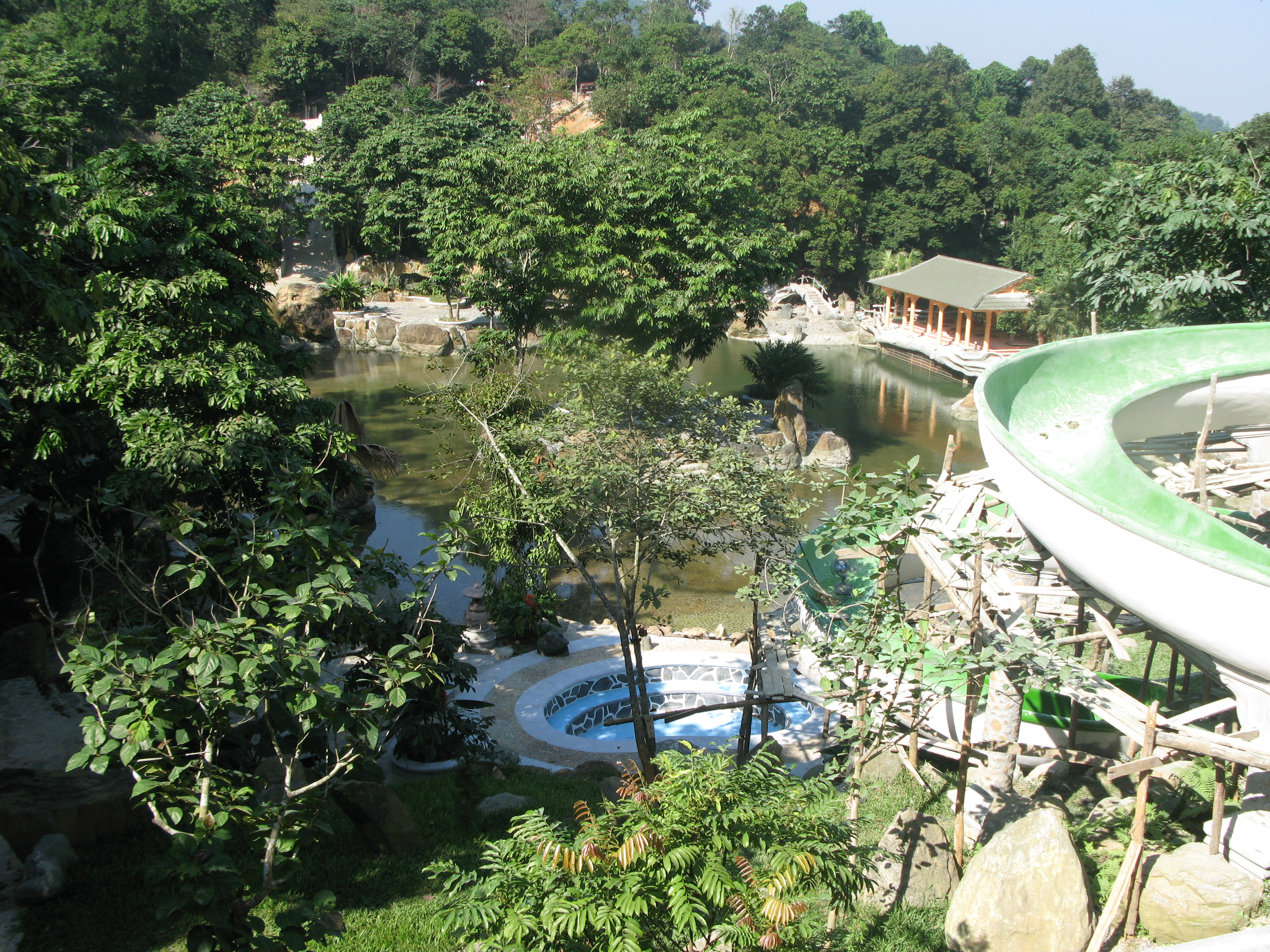
8. Bể bơi lớn tự nhiên đang được xây dựng tại Trung Sơn